# Studienkolleg St. Johann Blönried
Das Studienkolleg St. Johann Blönried wurde 1924 gegründet und war bis 2008 ein Studienkolleg in der Form eines Gymnasiums der Steyler Missionare in Blönried, einem Teilort von Aulendorf in Oberschwaben. Heute ist das Studienkolleg St. Johann eine Katholische Freie Schule mit angeschlossenem Tagesheim für Jungen und Mädchen unter der Trägerschaft der Diözese Rottenburg-Stuttgart.

## Geschichte

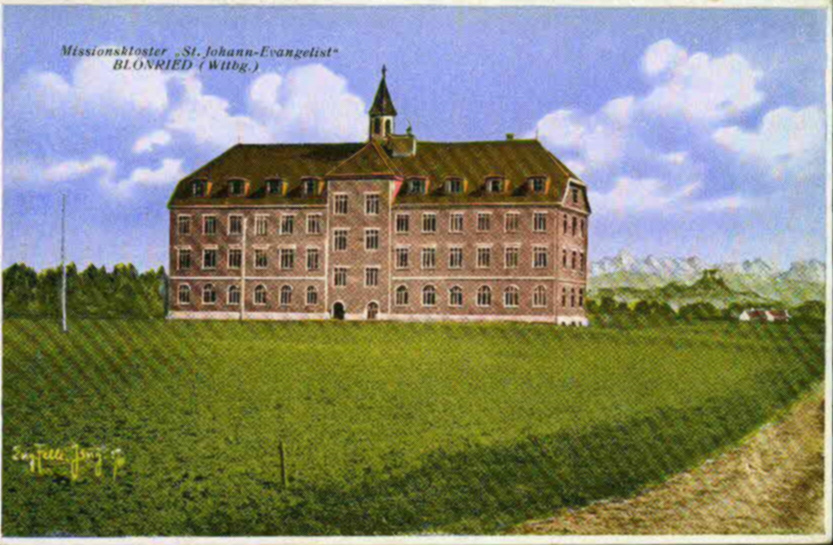
Das Missionshaus Blönried (Ansichtskarte von Eugen Felle)

Auf halber Strecke zwischen Altshausen und Aulendorf liegt etwas abseits der kleine Teilort Blönried innerhalb der Gemarkung von Aulendorf. Das Missionshaus St. Johannes Evangelist wurde 1924 als Internatsschule der Steyler Missionare (offiziell Gesellschaft des Göttlichen Wortes, lat. Societas Verbi Divini) gegründet.
Im Jahre 1936 wurde das Haus als Noviziat der Missionsgesellschaft genutzt. Ein Jahr später 1937, während der Zeit des Nationalsozialismus, wurde die Missionsschule geschlossen, da sich keiner der Schüler bereiterklärte, der Hitlerjugend beizutreten. Die vermögensrechtliche Abwicklung erfolgte im Jahre 1940. Das Haus wurde beschlagnahmt und zunächst als Umsiedlungslager und danach als Flüchtlingslager verwendet.
Drei Jahre nach dem Ende des Zweiten Weltkrieges 1948 erhielten die Steyler Missionare die Liegenschaft von der französischen Militärregierung zurück. Mehrere Jahrzehnte wurde das Studienkolleg als Progymnasium mit Internat geführt, d. h. es gab sechs Gymnasialklassen, nach damaliger lateinischer Zählung Sexta, Quinta, Untertertia, Obertertia und Untersekunda, nach heutiger Zählung also die Klassen 5 bis 10. Zunächst handelte es sich um ein altsprachliches Gymnasium mit drei Fremdsprachen (5. Klasse: Latein, 7. Klasse: Englisch, 9. Klasse: Alt-Griechisch). Mit dem Schuljahr 1969/70 fand der Wechsel zum Schultyp 'Neusprachlich I' statt, d. h. als dritte Fremdsprache in Klasse 9 wurde nun Französisch gelehrt.
1989 wurde das Progymnasium um die Oberstufe erweitert. 1994 wurde das Internat geschlossen, die Schule bestand weiter. Im Missionshaus waren 2010 fünfzehn Brüder und Patres, die mit seelsorgerischen Diensten für die umliegenden Gemeinden betraut sind. Im Jahr 2013 wurde das Missionshaus geschlossen. Die Steyler sind nun nur noch vereinzelt in Oberschwaben vertreten. Am 29. September 2013 wurde die Hausgemeinschaft der Steyler Missionare aufgelöst und mit einer bewegenden Feier von Blönried und ganz Oberschwaben verabschiedet.
Die Steyler Missionare werden dem Studienkolleg jedoch verbunden bleiben und weiterhin Gottesdienste für die Schüler gestalten.
Im Jahr 2008 übernahm die Stiftung Katholische Freie Schule der Diözese Rottenburg-Stuttgart die Trägerschaft des Studienkollegs.
Schulleiter ist Marc Grünbaum.

### Leitbild
Im Mittelpunkt der Schule steht nach dem Leitbild der Schule die Vermittlung eines christlichen Menschenbildes.

### Arbeitsgemeinschaften (AGs)
- Theater-AG
- Musik-AGs (z. B. Bigband, verschiedene Chöre, Streicherensemble, Schulband)
- Sport-AGs (z. B. Fußball, Volleyball, Tanz)
- AGs zu Natur und Nachhaltigkeit (z. B. „Kraut- und Rüben“-Garten-AG, Streuobstwiesen-AG)
- Schulladen
- Schulsanitätsdienst

### Theater und Musical
Jedes Jahr findet am Gymnasium im Wechsel entweder ein Musical oder ein großes Theaterstück statt. Hierbei wird unter großem Einsatz eine große Zahl von Schülern, Eltern und Lehrern aktiv.

## Einrichtungen
Das Studienkolleg verfügt über einen Computerraum für Unterrichtszwecke, einen Computerraum mit Bibliothek im Freizeitbereich, zwei Physiklehrsäle, drei Biologiesäle, zwei Chemiesäle, zwei Musiksäle, zwei Kunstsäle, einen Kunstwerkraum, mehrere Übungsräume für Musikinstrumente, eine Cafeteria sowie einen Spieleraum. Außerdem wird in jedem Klassenzimmer eine vollständige Medienausstattung aufgebaut. Des Weiteren hat das Studienkolleg 2022 einen NWT-Praxisraum zum praktischen Arbeiten (z. B. Bauen/Testen von Modellen) und 2023 einen NWT-Theorieraum eingerichtet.
Zudem gibt es einen Bolzplatz, eine neue Kunststofflaufbahn, sowie einen großen Fußballplatz, mehrere Weitsprunganlagen, eine Kugelstoßanlage, sowie ein Beachvolleyball Platz.
Die Schule kann auf die Mehrzweckhalle, in der z. B. das Musical stattfindet, und auf eine Aula zurückgreifen. Außerdem befindet sich noch eine neue Turnhalle auf dem Schulgelände. Es gibt ebenfalls eine Kirche mit einer 28-Register- und 4 Koppeln-Orgel. Die Orgel hat auch einen Tremulanten. Sie darf ebenfalls zu Übungszwecken und der musikalischen Begleitung der Gottesdienste genutzt werden.
Es gibt für die Schüler und Lehrer eine Mensa.

## Anbindung
Bis Anfang der 80er-Jahre bestand ein Haltepunkt auf Höhe der heutigen Bushaltestelle an der Bahnlinie Herbertingen-Isny.
Es bestehen Radwege von Aulendorf und Altshausen (Oberschwaben-Allgäu-Radweg) sowie von Ebersbach-Musbach über Geigelbach zum Studienkolleg St. Johann.